# Скофилд (Јута)
Скофилд (енгл. Scofield) град је у америчкој савезној држави Јута.

## Демографија
По попису из 2010. године број становника је 24, што је 4 (-14,3%) становника мање него 2000. године.
| Група             | 2000.       | 2010.      |
| Белци             | 28 (100,0%) | 17 (70,8%) |
| Афроамериканци    | 0 (0,0%)    | 0 (0,0%)   |
| Азијати           | 0 (0,0%)    | 0 (0,0%)   |
| Хиспаноамериканци | 0 (0,0%)    | 6 (25,0%)  |
| Укупно            | 28          | 24         |